# A Little Too Not Over You
"A Little Too Not Over You" é o segundo single oficial de David Archuleta tirado de seu álbum de estréia auto-intitulado. É lançado nas rádios em 6 de janeiro de 2009. Sobre a Disney Radio Music Mailbag, esta canção foi escolhida com 99% dos votos para ser o próximo single. Archuleta confirma lançamento da canção em sua página no MySpace oficial.

## Videoclipe
Um vídeo foi filmado com o diretor Scott Speer no final de novembro. O vídeo estreou em 15 de dezembro de 2008 no Yahoo! Música. Possui Archuleta olhando através de fotos em uma câmera, que é um Exilim S10, e refletir sobre um relacionamento com uma garota. O vídeo se tornou disponível para download no iTunes em 23 de dezembro de 2008.

## Versões

### Oficiais
- Jason Nevins Radio Edit (3:48)
- Jason Nevins Club Mix (6:57)

### Não oficiais
- Sonic Ether Remix (4:01)
- BabieBoyBlew Video Remix (3:45)